# Vamos descobrir Angola!
Vamos descobrir Angola! (en español: ¡Vamos a descubrir Angola!) fue un movimiento literario angoleño surgido en la década de los años 50 en la provincia ultramarina del antiguo Imperio portugués denominada África Occidental Portuguesa, que posteriormente sería Angola. Fue un movimiento formado en gran parte por escritores, sobre todo poetas, que se organizaron en torno a la lucha de liberación del Imperio portugués con el objetivo de concienciar a la población.

## Historia
Según Thomas Bonicci la literatura de los pueblos colonizados se puede dividir en tres etapas. La primera comprende la literatura escrita por los propios colonizadores, la segunda es la toma de conciencia del pueblo colonizado, aunque sigue siendo dependiente del modelo literario colonizador; y la tercera representa la ruptura del modelo literario del país colonizador. Vamos descobrir Angola! marcó el inicio de la tercera etapa de la literatura angoleña de naturaleza africana, y aunque todavía escrita en portugués, se dirigió a la independencia literaria marcada por la creación de la União dos Escritores Angolanos en 1975. Fue una de las corrientes culturales del movimiento independentista de Angola, que culminaría en la guerra de la independencia de Angola. Fue un movimiento literario y cultural que instaba el sentimiento nacional a través de emblemas como el propio vamos descobrir Angola! o angolanizar Angola, pero que carecía de un programa político sólido (el MPLA no se fundaría hasta 1956).
Uno de los centros principales de actividad del movimiento era el albergue estatal para estudiantes de las colonias llamado Casa dos Estudantes do Império, ubicado en Lisboa, donde convivieron líderes políticos como Amílcar Cabral (líder independentista de Guinea-Bisáu), Agostinho Neto (presidente del MPLA), Mário Pinto de Andrade (redactor da Présence Africaine editada en París entre 1955 y 1958), o escritores de la geração de 50 como Alda Lara o Luandino Vieira. Por otro lado, muchos de los jóvenes que formaron parte del movimiento eran ex-estudiantes del liceo Salvador Correia, que por una u otra razón no pudieron ir a la metrópoli a seguir la formación universitaria, y se quedaron en Angola. Estos jóvenes se encontraron con que todo lo que les habían enseñado tenía relación con Portugal, y no sabían nada de su propio país.
El movimiento se materializó, entre otras cosas, con la creación de la asociación Movimento dos Novos Intelectuais de Angola, mediante el cual editaron  la antología poética Antologia dos novos poetas de Angola y cuatro números de la revista de literatura y poesía Mesagem, editada a través del departamento cultural de la asociación Associação dos Naturais de Angola (ANANGOLA), en Luando. La revista planteaba formas de repensar lo que significaba ser angoleño, así como la subversión de los estándares imperantes de la época, dando lugar a una nueva pro- puesto modernista comprometida políticamente.

## Ideología
La ideología del movimiento giraba en torno a las luchas de liberación de las colonias de Portugal y a la reivindicación de la cultura angoleña y la negritud. A los centros culturales de Luanda, Lisboa o Coimbra les llegaban influencias de otras luchas de reivindicación y emancipación de otras partes del mundo como el modernismo brasileño que proclamaba la "brasilidad", el movimiento francófono de la negritud, el renacimiento de Harlem de los años 20, el panafricanismo, el surrealismo o el marxismo.
Uno de los ejes principales del movimiento intelectual independentista angoleño fue la literatura, y se incitaba a la juventud de los círculos intelectuales a escribir. Buscaban una producción literaria dirigida a la población, expresando el sentir popular, y haciendo hincapié en aquello que los hacía africanos alejándose del punto de vista del exotismo colonial. Reivindicaban también sus raíces, la cultura y lenguas propiamente angoleñas (como el kimbundu o el umbundu); y lo transformaron en una denuncia política de la censura y la estructura represiva del mundo colonial.
Mário Pinto de Andrade describió en el prefacio de la antología poética Na noite grávida de punhais (Andrade, 1980) los objetivos y programa estético de los escritores angoleños de mediados del siglo XX, citando la descripción del movimiento escrita por Viriato Da Cruz:

O movimento deveria retomar, mas sobretudo com outros métodos,
o espírito combativo dos autores africanos dos fins do século
 XIX e dos princípios do actual. Esse movimento combatia
o respeito exagerado pelos valores culturais do Ocidente (muitos
 dos quais caducos); incitava os jovens a redescobrir Angola
em todos os seus aspectos através dum trabalho colectivo e organizado; 
exortava a produzir-se para o povo; solicitava o estudo
das modernas correntes culturais estrangeiras, mas com o fim de
repensar e nacionalizar as suas criações positivas e válidas;
exigia a expressão dos interesses populares e da autêntica natureza
Africana, mas sem que se fizesse nenhuma concessão à sede de exotismo colonialista.
Tudo deveria basear-se no censo estético, na inteligência, na vontade e na razão africanas
El movimiento debería retomar, pero sobre todo con otros métodos, 
el espíritu combativo de los autores africanos a finales del siglo XIX 
y principios del actual. Ese movimiento combatía el respeto exagerado 
por los valores occidentales (muchos de ellos ya caducos); exhortaba a los jóvenes 
a redescubrir Angola en todos sus aspectos a través del trabajo colectivo y organizado; 
exhortaba a producir para el pueblo; instaba al estudio de las corrientes 
culturales extranjeras modernas, pero con el objetivo de repensar y nacionalizar 
sus creaciones positivas y válidas; exigía la expresión de los intereses populares 
y de la auténtica naturaleza africana, pero sin hacer ninguna concesión a la sed del 
exotismo colonialista. Todo debería basarse en el análisis estético, la inteligencia
la voluntad y la razón africanas.
Viriato da Cruz “formulação teórica e estética do Movimento Vamos Descobrir Angola”, citado por Andrade,“ 1980, p. 6)

## Integrantes
Formaron parte del movimiento escritores y poetas como:
- Agostinho Neto[4]
- Aires de Almeida Santos[9]
- Alda Lara[8]
- Alexandre Dáskalos[9]
- Amílcar Cabral[4]
- António Cardoso[5]
- António Jacinto[1]
- Ermelinda Pereira Xavier[9]
- Francisco Tenreiro[4]
- Humberto da Sylvan[10][9]
- Luandino Vieira[8]
- Mário Pinto de Andrade[1]
- Maurício Gomes[9]
- Ruy Duarte de Carvalho[1]
- Viriato da Cruz[1]